# 신아영
신아영(申雅瑛, 1987년 2월 18일 ~ )은 대한민국의 아나운서, MC

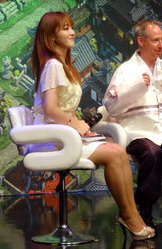
신아영의 야외 이미지

## 학력
- 초등학교 1999년 졸업
- 프린스턴 데이 스쿨 → 과천문원중학교 졸업
- 이화여자외국어고등학교 영어영문학과 졸업
- 하버드 대학교 역사학과 학사

## 경력
- 2011년 9월 1일 ~ 2014년 7월 3일 : 《SBS 스포츠》 아나운서
- 2015년 3월 : UN SDGs 협회 홍보대사
- 2015년 8월 1일 ~ 현재 : 《JTBC3 Fox Sports》 프리랜서 캐스터
- 2021년 2월 ~ 2023년 3월: 대한축구협회 이사

## 방송

### SBS 스포츠 아나운서 시절
- SBS 스포츠 《베이스볼 S》
- SBS 스포츠 《EPL 리뷰》
- SBS 스포츠 《스포츠센터》

### 프리랜서 선언 이후
- 2014년 tvN 《더 지니어스: 블랙가넷》
- 2015년 EBS FM 《책 읽는 라디오 낭독 시리즈》
- 2015년 tvN 《고교10대천왕》
- 2015년 국방TV 《리얼 병영 톡 - 행군기》
- 2015년 TV조선 《헬로 차이나》
- 2015년 SBS 《더 레이서》
- 2015년 tvN 《더 지니어스: 그랜드 파이널》 ... 9회 게스트
- 2016년 MBC 에브리원 《비디오스타》
- 2017년 KBS2 《대국민 토크쇼 안녕하세요》
- 2017년 ~ 2020년 MBC 에브리원 《어서와 한국은 처음이지》
- 2017년 tvN 《행복난민》
- 2017년 UXN 《두 개의 하루, 날짜변경선》
- 2018년 KBS2 《2018 러시아 월드컵》
- 2019년 tvN 《수요미식회》
- 2019년 tvN 《미쓰 코리아》
- 2020년 JTBC 《아는 형님》
- 2020년 MBC 《생방송 행복드림 로또 6/45》 게스트 916회
- 2020년 NQQ 《위플레이 시즌2》6회 게스트
- 2020년 SBS Plus 《쩐당포》
- 2021년 MBC 《황금어장 라디오스타》 677회 게스트

#### 드라마
- 타로: 일곱 장의 이야기 (U+모바일tv) - 형섭맘 역
- 로드 투 외과의사 (tvN) - 오미영 역

## 가족
- 증조부 신광균은 제헌 국회의원과 민선 경기도지사를 역임하였다.
- 아버지 신제윤(申齊潤, 1958년 ~ )은 경제관료로, 1980년 행정고시에 합격하여 기획재정부 제1차관, 제4대 금융위원회 위원장을 역임한 뒤 외교부 국제금융협력대사를 맡고 있다.
- 하버드 대학교 동문으로 미국 금융업에 종사하는 2살 연하의 남성과 2018년 12월 결혼식을 올렸으며, 2022년 9월에 장녀를 출산했다.
- 모친은 이진주이며 학창 시절 모의고사 전국 1등을 하기도 했다.